# Femme (film)
Femme är en brittisk thrillerfilm från 2023. Filmen är regisserad av Sam H. Freeman och Ng Choon Ping, som även skrivit filmens manus.
Filmen hade världspremiär på Filmfestivalen i Berlin den 19 februari 2023 och hade biopremiär i Storbritannien den 1 december samma år. Den hade biopremiär i Sverige den 8 mars 2024, utgiven av Njutafilms.

## Handling
Filmen kretsar kring Jules som under artistnamnet Aphrodite Banks blivit en av Londons hyllade dragartister. Han blir misshandlad av en okänd man en sen kväll. Efter flera månader känner han igen sin angripare i en gaybastu.

## Rollista (i urval)
- Nathan Stewart-Jarrett – Jules
- George MacKay – Preston
- Aaron Heffernan
- John McCrea – Toby
- Asha Reid – Alicia
- Peter Clements
- Antonia Clarke – Molly
- Moe Bar-El – Donovan